# Ivica Vastić
Ivica Vastić (phát âm tiếng Croatia: [iˈvɪtsaː ˈvastɪtʃ]; sinh ngày 29 tháng 9 năm 1969) là một cựu cầu thủ bóng đá Áo gốc Croatia thi đấu ở vị trí tiền vệ và tiền đạo. Anh từng chơi cho FK Austria Wien, SK Sturm Graz and LASK Linz and the Đội tuyển bóng đá quốc gia Áo.

## Thống kê sự nghiệp
| Đội tuyển Áo | Đội tuyển Áo | Đội tuyển Áo |
| Năm          | Trận         | Bàn          |
| ------------ | ------------ | ------------ |
| 1996         | 3            | 0            |
| 1997         | 6            | 1            |
| 1998         | 11           | 4            |
| 1999         | 5            | 4            |
| 2000         | 3            | 2            |
| 2001         | 9            | 0            |
| 2002         | 3            | 0            |
| 2003         | 0            | 0            |
| 2004         | 2            | 0            |
| 2005         | 4            | 1            |
| 2006         | 0            | 0            |
| 2007         | 0            | 0            |
| 2008         | 4            | 2            |
| Tổng cộng    | 50           | 14           |